# 大巌寺町
大巌寺町（だいがんじちょう）は、日本の千葉県千葉市中央区に位置する町である。郵便番号は260-0812。

## 概要
千葉市中央区の南西部に位置しており、大巌寺や淑徳大学がある。

### 地価
住宅地の地価は、2017年（平成29年）の公示地価によれば、大巌寺町117番5の地点で6万4400円/m2となっている。

## 地理

### 河川
- 生実川

## 歴史

### 地名の由来
大巌寺から取られたものである。

### 沿革
- 1938年（昭和13年） - 蘇我町の合併直後の町名改正により、生実郷をもって大巌寺町が成立[5][6]。

## 世帯数と人口
2017年（平成29年）9月30日現在の世帯数と人口は以下の通りである。
| 町丁     | 世帯数    | 人口    |
| -------- | --------- | ------- |
| 大巌寺町 | 1,071世帯 | 1,939人 |

## 小・中学校の学区
市立小・中学校に通う場合、学区は以下の通りとなる。
| 番地 | 小学校               | 中学校             |
| ---- | -------------------- | ------------------ |
| 全域 | 千葉市立大巌寺小学校 | 千葉市立蘇我中学校 |

## 交通

### 鉄道
町内には外房線が東西に通るが、駅は設置されていない。1941年まで大巌寺駅が設置されていた。
最寄りの駅は蘇我駅もしくは大森台駅である。

### 路線バス
- 小湊バス

### 道路
- 国道16号

## 施設

大巌寺

- 大巌寺
- 浅間神社
- 鷲宮神社
- 斥候ノ松之跡

## 教育

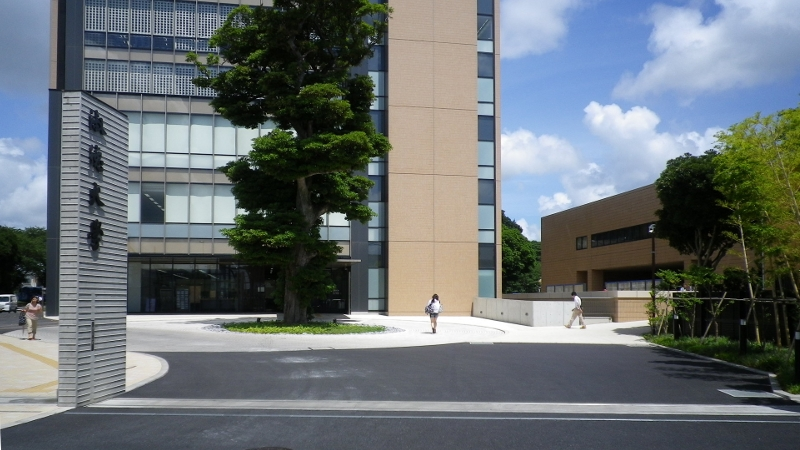
淑徳大学

- 淑徳大学(千葉キャンパス)
- 千葉市立大巌寺小学校
- 大巌寺幼稚園
- 慈光保育園